# Santa Rosa (contea di Cameron, Texas)
Santa Rosa è un centro abitato degli Stati Uniti d'America, situato nella contea di Cameron dello Stato del Texas.

## Geografia fisica
Santa Rosa è situata a 26°15′24″N 97°49′36″W (26.256651, -97.826673).
Secondo lo United States Census Bureau, ha un'area totale di 0,6 miglia quadrate (1,6 km²).

## Società

### Evoluzione demografica
Secondo il censimento del 2000, c'erano 2.833 persone, 744 nuclei familiari, e 647 famiglie residenti nella città. La densità di popolazione era di 4.814,8 persone per miglio quadrato (1,853,9/km²). C'erano 816 unità abitative a una densità media di 1.386,8 per miglio quadrato (534,0/km²). La composizione etnica della città era formata dal 65,58% di bianchi, lo 0,56% di afroamericani, lo 0,95% di nativi americani, lo 0,11% di asiatici, il 29,97% di altre razze, e il 2,82% di due o più etnie. Ispanici o latinos di qualunque razza erano il 95,66% della popolazione.
C'erano 744 nuclei familiari di cui il 54,6% avevano figli di età inferiore ai 18 anni, il 62,0% erano coppie sposate conviventi, il 20,6% aveva un capofamiglia femmina senza marito, e il 13,0% erano non-famiglie. L'11,7% di tutti i nuclei familiari erano individuali e il 6,2% aveva componenti con un'età di 65 anni o più che vivevano da soli. Il numero di componenti medio di un nucleo familiare era di 3,81 e quello di una famiglia era di 4,17.
La popolazione era composta dal 38,5% di persone sotto i 18 anni, l'11,0% di persone dai 18 ai 24 anni, il 26,9% di persone dai 25 ai 44 anni, il 15,2% di persone dai 45 ai 64 anni, e l'8.3% di persone di 65 anni o più. L'età media era di 25 anni. Per ogni 100 femmine c'erano 89,5 maschi. Per ogni 100 femmine dai 18 anni in giù, c'erano 84,3 maschi.
Il reddito medio di un nucleo familiare era di 21.154 dollari, e quello di una famiglia era di 23.203 dollari. I maschi avevano un reddito medio pro capite di 18.214 dollari contro i 13.882 dollari delle femmine. Il reddito medio pro capite era di 6.998 dollari. Circa il 34,0% delle famiglie e il 39,1% della popolazione erano sotto la soglia di povertà, incluso il 50,3% di persone sotto i 18 anni e il 30,3% di persone di 65 anni o più.